# Bazilišek dlouhonohý
Bazilišek dlouhonohý (Laemanctus longipes) je ještěr obývající nížinné deštné lesy Střední Ameriky. Je to štíhlý živočich s dlouhým ocasem, tělo je jasně zelené, s tmavě zelenými a černými znaky. Hlava je žlutozelená, s krémově zeleným pruhem, který se táhne od tlamy až k předním nohám. V přírodě se vyskytuje v lesích na poloostrově Yucatán i jinde v Mexiku, v Hondurasu, v Nikaragui a v Guatemale.